# Сафонова, Валерия Евгеньевна
Валерия Евгеньевна Сафонова (род. 28 марта 1992 года, Новый Уренгой) — российская волейболистка, выступающая на позициях доигровщицы и центральной блокирующей.

## Биография
Родилась 28 марта 1992 года в городе Новый Уренгой в семье инженеров-строителей. Через два года после её рождения семья перебралась в Екатеринбург.
В 10 лет Валерия начала заниматься волейболом в ДЮСШ «Уралочка», первый тренер — Игорь Владимирович Казаков. В 14 лет подписала свой первый контракт с клубом «Уралочка» под руководством Николая Васильевича Карполя.
Выступала за молодёжный состав клуба и с 2010 года за основную команду. Часть сезона 2017/2018 года Валерия провела в составе команды «Сахалин», но в матчах за третье место чемпионата России вновь выступала за «Уралочку».
В сезоне 2018/2019 выступала за команду «Локомотив».

## Юношеская сборная России
В 2009 году выступала в юношеской сборной России, занявшей 9-е место на чемпионате Европы в Роттердаме и серебряным призёром X Европейского юношеского олимпийского фестиваля в Тампере. В составе молодёжной сборной в 2010—2011 годах играла в финальных турнирах чемпионата Европы в Сербии и чемпионата мира в Перу.

## Клубы
- 2006—2018 — «Уралочка-НТМК»
- 2018—2019 — «Локомотив»
- 2019—н.в. — «Уралочка-НТМК»

## Достижения
Чемпионат России по волейболу Суперлига:

- 2015 —  Бронза
- 2016 —  Серебро
- 2018 —  Бронза
- 2019 —  Серебро

Кубок ЕКВ (Европейская конфедерация волейбола):
- 2014 —  Серебро

Кубок вызова ЕКВ:
- 2015 —  Серебро

Чемпионат России по волейболу. Молодежная Лига:
- 2012 —  Золото
- 2013 —  Золото
- 2014 —  Золото